# Futebol na Guiana Francesa
O futebol na Guiana Francesa, um departamento de ultramar da França situado na América do Sul, é sancionado pela Liga de Futebol da Guiana Francesa, afiliada à CONCACAF desde 2013

## Futebol internacional
O primeiro jogo oficial da Seleção Franco-Guianense de Futebol foi no primeiro dia de 1936, contra a Guiana Neerlandesa (atual Suriname), que venceu por 3 a 1. 
Sua primeira participação oficial em competições foi na fase qualificatória da Copa Ouro da CONCACAF de 1991, não conseguindo a classificação. Em 2017, disputou a competição pela primeira vez na história, tendo como jogador mais conhecido o meia Florent Malouda, que teve destacada passagem pelo Chelsea. A participação franco-guianense foi encerrada na primeira fase, perdendo 2 jogos dentro de campo (4 a 2 para o Canadá e 3 a 0 para a Costa Rica); na partida contra Honduras, pela segunda rodada, Malouda foi escalado como titular e herdou a braçadeira de capitão, tendo atuado os 90 minutos.
A participação do meia causou polêmica: embora a Guiana Francesa seja membro da CONCACAF, a Copa Ouro é um torneio sancionado pela FIFA, o que tornaria Malouda, que atuou 80 vezes pela França, inelegível para disputá-la. Por este motivo, a seleção foi multada e o meia, que encerrou sua carreira em 2018, foi suspenso por 2 jogos. Além da Copa Ouro, os franco-guianenses disputaram a Coupe de l'Outre-Mer (torneio que reunia as seleções dos territórios de ultramar da França), chegando à segunda fase em 2008, sendo eliminados com uma derrota de 4 a 0 para Guadalupe.

## Clubes de futebol
O Campeonato Nacional da Guiana Francesa é a principal competição futebolística do território, juntamente com a Copa nacional. O maior vencedor é o ASC Le Geldar, com 11 títulos. O AJ Saint-Georges, com 14 troféus, é o clube mais vitorioso da Copa.